# نيكيتا مورغونوف
نيكيتا مورغونوف (بالروسية: Моргунов, Никита Леонидович) مواليد 29 يونيو 1975 في نوفوكوزنتسك، الجمهورية الروسية السوفيتية الاتحادية الاشتراكية، هو لاعب كرة سلة روسي سابق. بدأ مسيرته الاحترافية في سنة 1993. مثّل منتخب بلاده. شارك في دورة الألعاب الأولمبية الصيفية سنة 2000. حقق المركز الأول في بطولة أمم أوروبا لكرة السلة 2007. اعتزل اللعب في 2015.

## سجل المنافسة
شارك في المنافسات التالية:
- بطولة أمم أوروبا لكرة السلة 2007
- الألعاب الأولمبية الصيفية 2000
- الألعاب الأولمبية الصيفية 2008

## الميداليات
| الميدالية | المسابقة                         |
| --------- | -------------------------------- |
| فضية      | بطولة كأس العالم لكرة السلة 1998 |
| ذهبية     | بطولة أمم أوروبا لكرة السلة 2007 |

## روابط خارجية
- نيكيتا مورغونوف على موقع الاتحاد الدولي لكرة السلة (الإنجليزية)
- نيكيتا مورغونوف على موقع الدوري الأوروبي لكرة السلة (الإنجليزية)
- نيكيتا مورغونوف على موقع كرة السلة الأوروبية.كوم (الإنجليزية)
- نيكيتا مورغونوف على موقع DraftExpress.com (الإنجليزية)
- نيكيتا مورغونوف على موقع ريلجم (الإنجليزية)
- نيكيتا مورغونوف على موقع بروبوليرز (الإنجليزية)
- نيكيتا مورغونوف على موقع سبورتس رفرنس (الإنجليزية)
- نيكيتا مورغونوف على موقع أوليمبيديا (الإنجليزية)